# Camptostylus
Camptostylus là chi thực vật có hoa trong họ Achariaceae.